# Toshio Furukawa
Toshio Furukawa (jap. 古川 登志夫 Furukawa Toshio; ur. 16 lipca 1946 w Tochigi) – japoński aktor głosowy.
Jego najbardziej znane role to Ataru Moroboshi z Urusei Yatsura oraz Piccolo z Dragon Balla. Jest żonaty z aktorką Shino Kakinumą. Jest katolikiem.

## Wybrane role
- Kidō Senshi Gundam (1979) – Kai Shiden
- Mirai Robo Daltanius (1979) – Kento Tate
- Urusei Yatsura (1981) – Ataru Moroboshi
- Dr. Slump (1981) – Jasiek Groch (Tarō Soramame)
- Kikō Kantai Dairugger XV (1982) – Manabu Aki
- Sentō Mecha Xabungle (1982) – Blume
- Kōsoku Denjin Albegas (1983) – Daisaku Enjōji
- Hokuto no Ken (1984) – Shin
- Dragon Ball, Dragon Ball Z, Dragon Ball GT (1986, 1989, 1996) – Piccolo
- Kidō Senshi Zeta Gundam (1985) – Kai Shiden
- Aoki Densetsu Shoot! (1993) – Kubo Yoshiharu
- Keroro Gunsō (2004) – Kagege
- One Piece (1999) – Portgas D. Ace
- Atak Tytanów (2018) – Uri Reiss